# 천겅
천겅(중국어 간체자: 陈赓, 정체자: 陳賡, 병음: Chén Gēng, 한자음: 진갱, 1903년 2월 27일 ~ 1961년 3월 16일)은 중화인민공화국의 군인으로 중국인민해방군 대장 10인의 한 사람이다.

## 경력
1903년 2월 27일 후난성 샹샹 시에서 태어났다. 1922년 중국 공산당에 입당, 1924년 황푸 군관학교 1기생으로 입학하여 졸업 후에 국민당 군대에서 중국 공산당 비밀 요원으로 활동했다. 1935년 국민당 군대에서 탈출하여 대장정에 합류했다. 중일 전쟁 발발 후에 팔로군 제386여단의 사령관으로 일본군과 싸워 여러 차례 승리했고, 국공 내전에서도 활약했다.
6.25 전쟁 당시 1951년 4월 중국인민지원군 제3병단 사령관 겸 정치위원을 맡았으며, 6월에는 중국인민지원군 부사령관을 겸하였다. 총사령관인 펑더화이가 1952년 귀국하자 임시로 총사령관 직을 대리하여 갱도 구축, 해안방어 강화, 종심방어 계획을 제정해 「지구작전 적극방어」 방침을 세웠다. 1952년 7월 하얼빈의 중국 인민해방군 군사공정학원장으로 전출되어, 중국으로 돌아와 연구설계제작 분야의 군사 엔지니어 양성을 담당하였고, 이 직위는 그가 사망할 때까지 유지되었다. 1954년 10월, 중국인민해방군 부총참모장을 맡았다. 1955년 중국 인민해방군 대장 칭호를 부여받고 제1기 국방위원회 위원을 지냈다.
1956년, 중국 공산당 제8차 당대회에 출석하여 중앙위원에 당선되었다. 1958년 중화인민공화국 국방부 부부장, 중국공산당 중앙군사위원회 위원에 임명되고, 중국 인민해방군 부총참모장직에서 해임되었다. 1961년 상하이에서 심장병으로 사망했다.